# Neony (zespół muzyczny)
Neony – wrocławska grupa rockowa, poruszająca się w stylistyce alternatywnego rocka założona w 2008 roku przez wokalistę i gitarzystę Dawida Zająca. W zespole grają również: Grzegorz Sawa-Borysławski – bas (Dust Blow), Tomasz Garbera – bębny, Szymon Paduszyński – gitara. 
Laureat Jarocin Festiwal 2010. W styczniu 2010 roku zespół nagrał swój debiutancki album w studio Przemysława „Perły” Wejmanna. Debiutancka płyta Niewolnicy Weekendu (mastering: Marcin Bors) ukazała się 25 stycznia 2011 roku. Promując debiutancki album zespół wystąpił m.in. na żywo w Polskim Radiu, na Festiwalu w Opolu (w ramach "Debiutów 2011") oraz na Heineken Open'er Festival i Festiwalu w Jarocinie, gdzie wystąpił dwukrotnie. Pod okiem ekipy filmowej, zespół zarejestrował też kilka nowych nagrań (na żywo, w studiu), które wraz z pełnometrażowym, 45-minutowym filmem pt. Cebula, Ping-Pong i Rokendrol! miały premierę w czerwcu 2012 roku. 
Na początku 2014 roku skład opuszcza gitarzysta Jakub Zublewicz. W październiku zespół rejestruje materiał na drugi krążek w warszawskim Anthill Music Studio pod okiem Leszka Biolika i Andrzeja Rajskiego, miksem utworów zajmuje się Marcin Gajko, a masteringiem Fred Kevorkian. Pod koniec 2014 roku, nakładem labelu beevinyl ukazuje się też czerwony 7" winyl w edycji limitowanej i ręcznie numerowanej (250 sztuk), zawierający dwa utwory zarejestrowane i wyprodukowane przez Marcina Borsa: "Słoneczne baterie" (strona A) oraz "Rzeczywiście nienormalnie" (strona B).  
W lipcu 2015 nakładem nowego wydawcy - Sony Music Entertainment Poland - ukazuje się druga płyta zespołu pt. Uniform. Podczas trasy promującej płytę zespół występuje m.in. na żywo w Studio Agnieszki Osieckiej dla Programu Trzeciego Polskiego Radia w programie Ofensywa Piotra Stelmacha. Pod koniec roku 2016 do składu dołącza gitarzysta Szymon Paduszyński. Uniform ukaże się też w tym roku jako limitowana edycja 10 szt na przezroczystym winylu 12".
Jesienią 2018 roku po zerwaniu kontraktu z Sony Music Entertainment Poland zespół zamyka się na poddaszu Winnicy De Sas by nagrać trzeci, długogrający album pt. Teraz. Zarejestrowany na żywo, analogowo, na 8-śladowej taśmie (z wyłączeniem partii wokalnych, które zostały nagrane później) wydany został 12 listopada 2019 roku. Nagraniem i produkcją zajął się zespół, miksami - Marcin Bors. Album promują dwa single - utwór Teraz  oraz DJ Kot.
W styczniu 2021 roku, podczas pandemii koronawirusa (brak możliwości zgromadzeń oraz organizacji imprez kulturalnych), zespół wykonał koncerty-performance w przejściu podziemnym pod ulicą Świdnicką we Wrocławiu. Koncert zza szyby oddzielającej publiczność od zespołu mogli oglądać przypadkowi przechodnie. 

## Albumy
- 2009 – Domówka (EP)
- 2011 – Niewolnicy Weekendu
- 2014 – Słoneczne baterie / Rzeczywiście nienormalnie (7" winyl, EP) nakład 250 szt.
- 2015 – Uniform[5]
- 2019 – Teraz

## Single
- 2009 – Gorący styczeń (wersja EP)
- 2011 – Gorący styczeń (wersja albumowa)
- 2011 – Muszę porozmawiać o tym z tobą
- 2011 – Pani Zuo
- 2012 – Słoneczne baterie
- 2013 – Słoneczne baterie (ponownie wydane przez My Music)
- 2014 – Rzeczywiście nienormalnie
- 2015 – Legalna Moskwa
- 2015 – Mydlane Bańki
- 2016 – Pierwszy krok w chmurach
- 2019 – Teraz

## Kompilacje z udziałem zespołu
- 2010 – We Are From Poland! (Vol. 6)
- 2010 – 4871 Vol.2 (Luna music)
- 2012 – Nienormalny koncert i nieźli goście (live)
- 2012 – Cebula, Ping-Pong, Rokendrol (film, live)
- 2013 – Cafe Night And Day vol. 2 (My Music)
- 2013 – Lato 2013 (My Music)

## Filmy
- 2012 – Cebula, Ping Pong i Rokendrol[6][7] (wyd. Neony, montaż i kamery: proudpixels / Jeden4)
- 2021 – Przejście podziemne[8] (wyd. Neony, montaż i kamery: W. Charytonowicz, M. Haśko)